# Menkemaborg

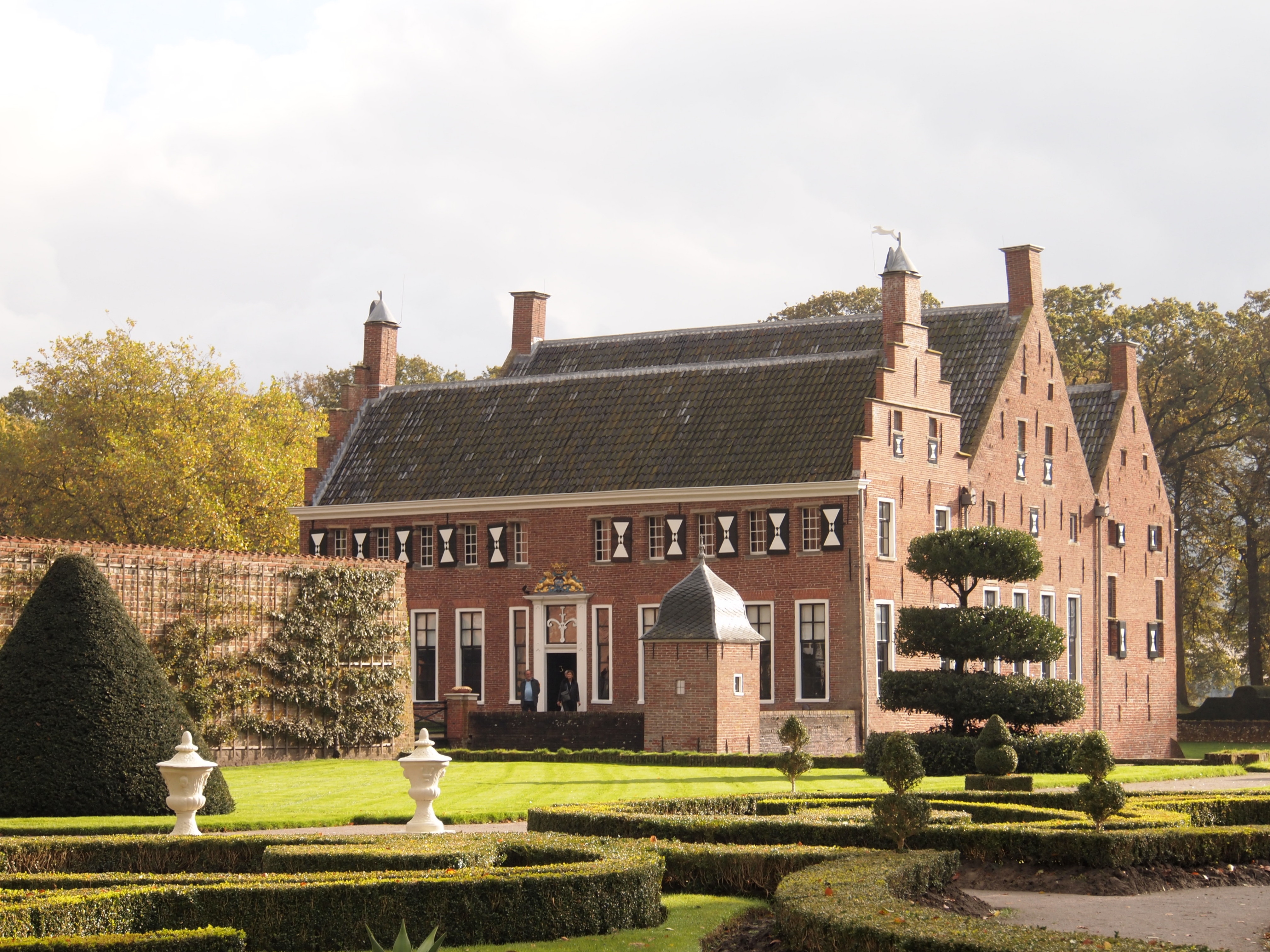
Die Menkemaborg

Die Menkemaborg ist ein herrschaftliches Anwesen in Uithuizen. Die Geschichte des Hauses beginnt im 14. Jahrhundert. Die Erbauer waren die Familie Menkema, über die sehr wenig bekannt ist. Die Anlage war wehrhaft und besaß zunächst einen einfachen rechteckigen Grundriss. Das Anwesen kam dann an die Familie Clant van Menkema. Von ihnen erhielt es nun ein L-förmigen Grundriss und einen Treppenturm. 1692 kaufte Mello Alberda das Anwesen. Um 1700 wurde der Groninger Stadtbaumeister Allert Meijer (1654–1722) von Unico Alberda beauftragt, das Anwesen im Stil der Zeit umzubauen.
Im Jahr 1902 starb der letzte Besitzer Gerhard Alberda van Menkena (1829–1902), seine Erben übergaben die Burg und Grundstück dem Museum voor Stad en Lande in Groningen. Es folgte eine langwierige Renovierung, bis das Gebäude 1927 für die Öffentlichkeit zur Verfügung gestellt wurde. 1971 übernahm nun die Stiftung Museum Menkenaborg die Verwaltung.

## Ausstellung

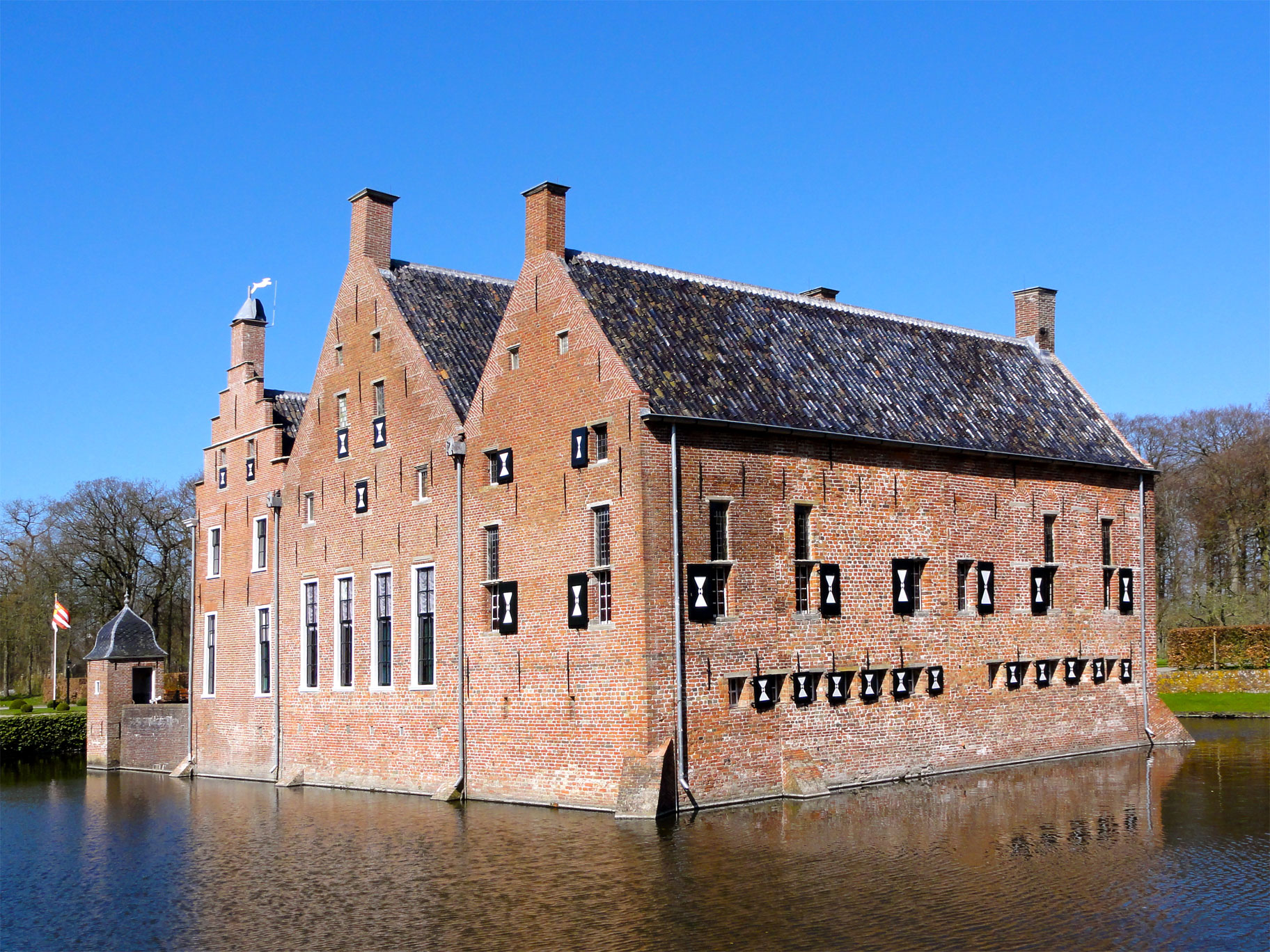

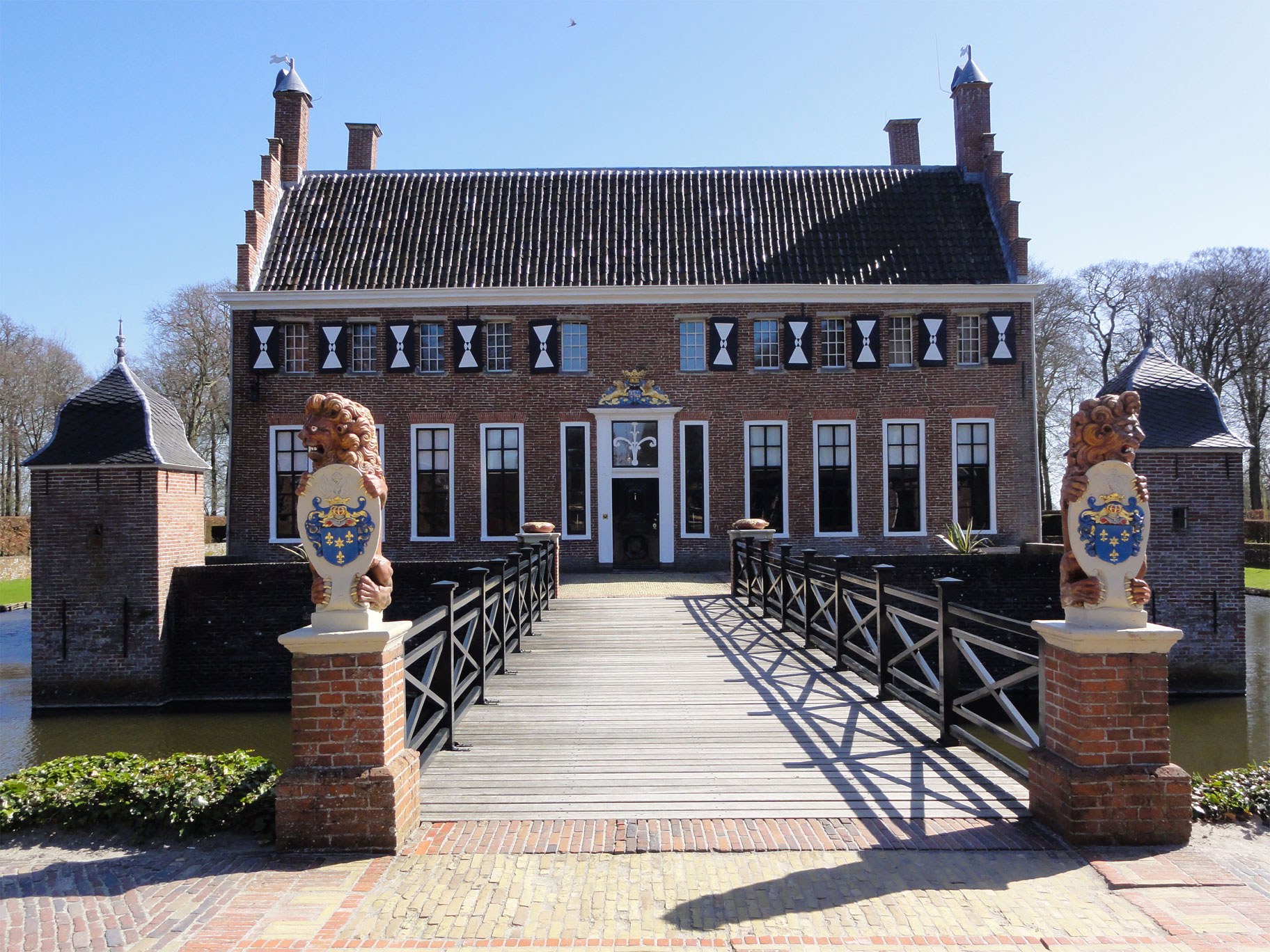

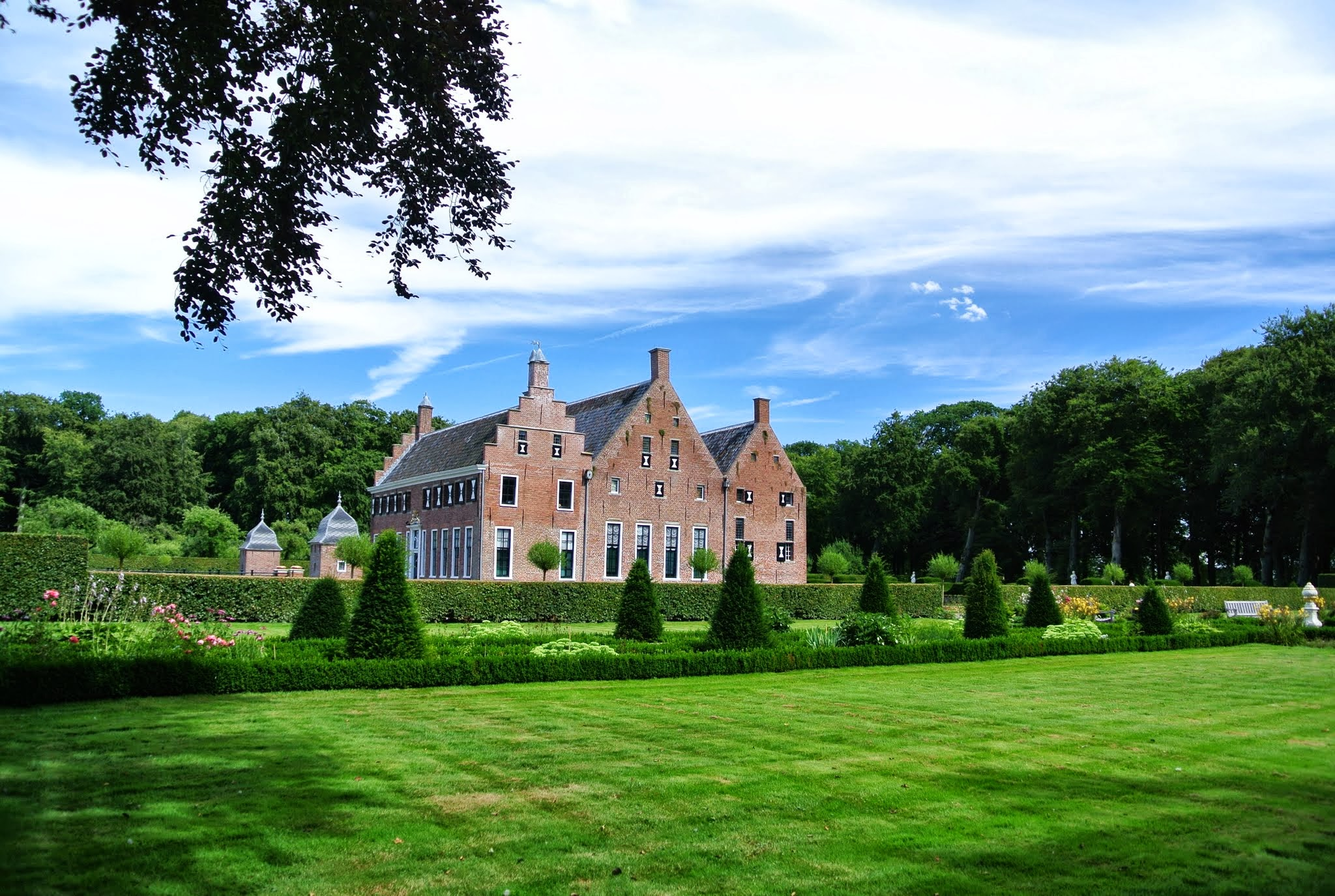

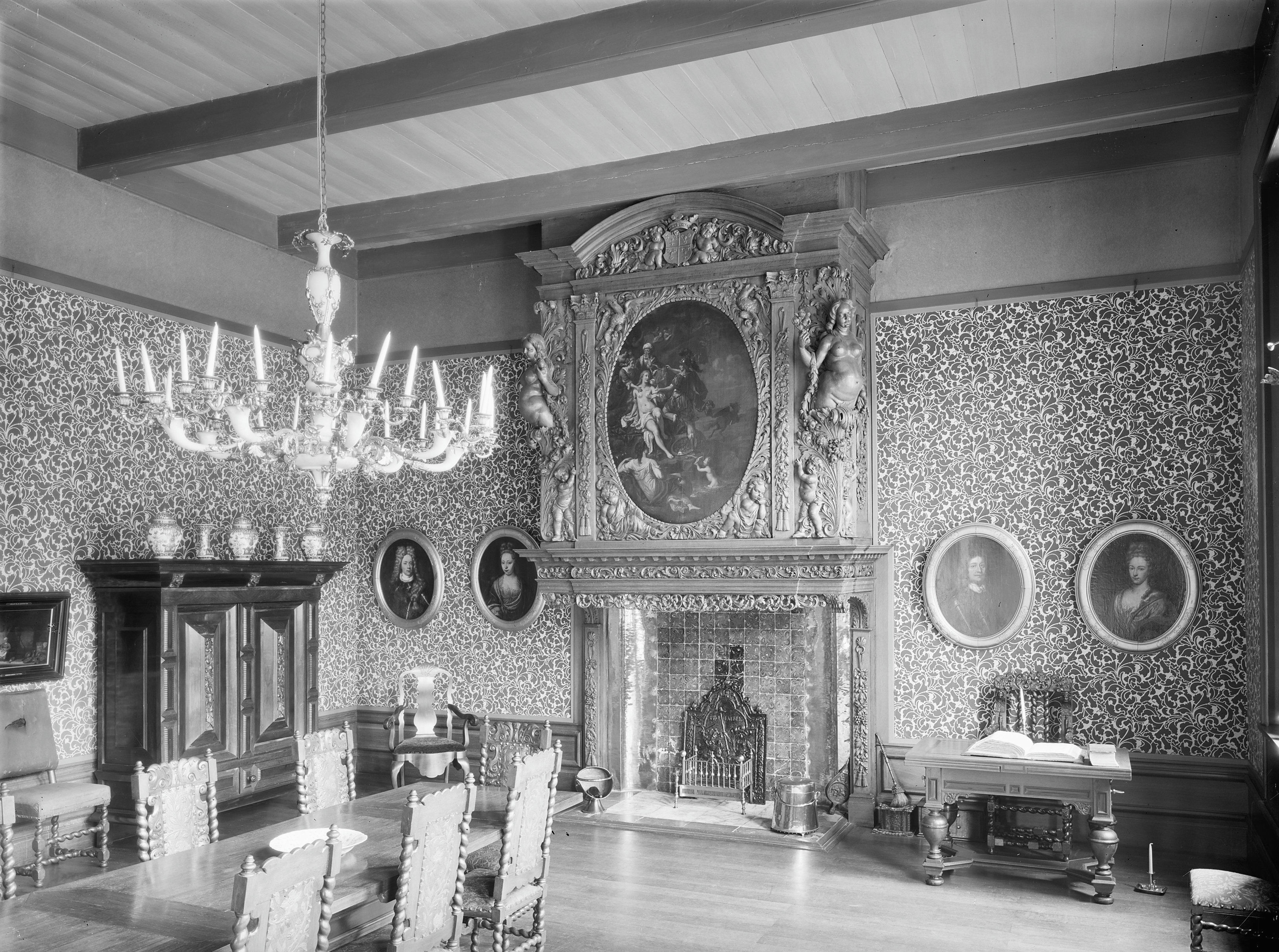
Mittelsaal

Zur Ausstellung innerhalb der Burg wurden acht Räume mit Gegenständen aus anderen Landhäusern der Umgebung ergänzt. Außerdem wurde der Garten nach Plänen aus dem Anfang des 18. Jahrhunderts rekonstruiert.

### Räume
Raum 1 KaminzimmerÜber dem Kamin findet sich ein Kamingemälde von Jan Abel Wassenbergh: Es zeigt Unico Allard Alberda van Menkema. Neben weiteren Porträts findet sich eine umfangreiche Möbelsammlung, Porzellan und darunter ein geknüpfter Teppich mit dem Alberdawappen.
Raum 2 SaalEs handelt sich um einen repräsentativen Raum, der mit dem Kaminzimmer zusammen geplant war. Die Kamingemälde hier wurde von Hermannus Collenius geschaffen.
Raum 3 StudierzimmerIn diesem Raum wurden die Kinder unterrichtet. Hier findet sich ein Bücherschrank sowie anderen Lehrmaterial.
Raum 4 SchlafzimmerDas Zimmer beherbergt ein großes Prunkbett, das von Daniel Marot gebaut wurde. Dazu gehört eine Zimmertoilette sowie ein Kabinettschrank für die Bett- und Leibwäsche. Die Fenster zeigen Glasmalereien aus der Zeit nach dem Umbau im Jahr 1700. Über eine Treppe kommt man von hier in die Diensträume im unteren Teil des Hauses.
Raum 5 KücheHier findet sich eine komplett eingerichtete Küche, mit Trinkwasser- und Brauchwasserversorgung. An den Brettern an der Wand hängen die Kupfergeräte und das Gebrauchsporzellan steht im Regal. In der Seite findet man ein Gesinderaum, über eine Treppe kommt man in den Keller. Dort wurde Milch, Eingemachtes und andere Lebensmittel eingelagert, im hinteren Teil findet man den Weinkeller.
Raum 6 EsszimmerIn dem Raum findet sich ein großer Tisch, der mit dem Service des 18. Jahrhunderts gedeckt ist. Dazu findet ein Eckbuffet mit Kristall- und Glasgeschirr, in einer Ecke findet sich zudem eine Servierküche.
Raum 7 HerrenzimmerHier befindet sich ein Buffet mit blau-weißen chinesischem Porzellan. Außerdem ein Schrank mit Kuriositäten wie exotischen Münzen, Muscheln und Fossilien etc.
Raum 8 FlurWie in vielen anderen Räumen auch finden sich hier Porträts ehemaliger Bewohner, dazu ein Kabinettschrank aus dem Jahr 1750. Ferner befinden sich hier Seekisten, wie sie die niederländischen Überseekompanien benutzten.

### Gartenbereich
Es gibt einen großen Garten mit Teehaus. Die dort aufgestellten Statuen sind Kopien der Originale aus dem 18. Jahrhundert. Ferner findet sich hier auch eine Sonnenuhr aus dem Jahr 1722. Neben dem Lustgarten gibt es einen kleinen Irrgarten, wie es früher bei vielen Landhäusern üblich war. Daneben befindet sich ein Obstgarten mit zahlreichen alten Apfel- und Birnensorten und auch ein Küchengarten. Bei der Auswahl der Gemüse und Kräuter in diesem Garten hat man sich an dem Familienkochbuch aus dem 18. Jahrhundert orientiert.
Früher wurden die Produkte des Gartens im sogenannten Schatzhaus gelagert, dort wurde inzwischen ein Restaurant eingerichtet.

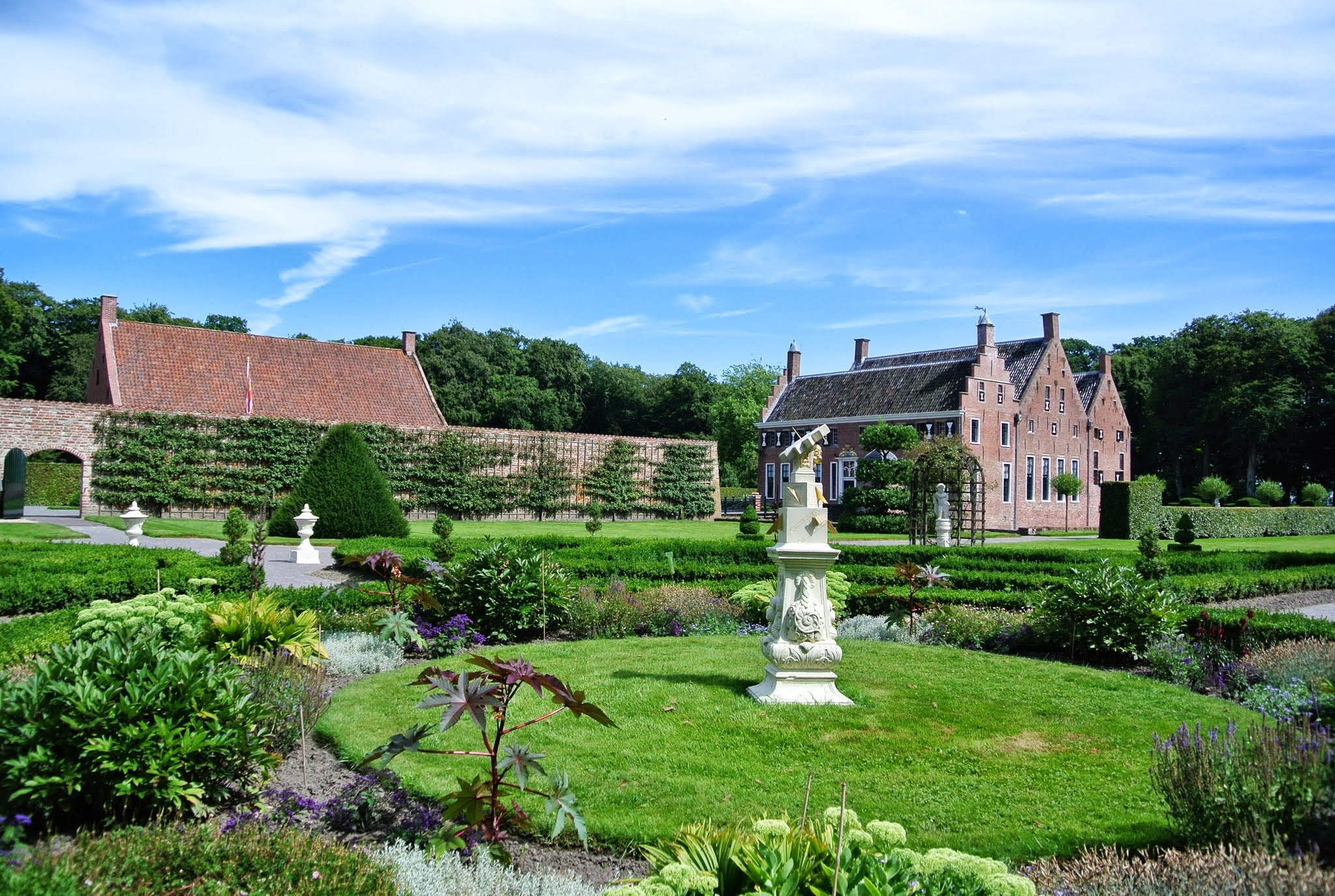
Garten
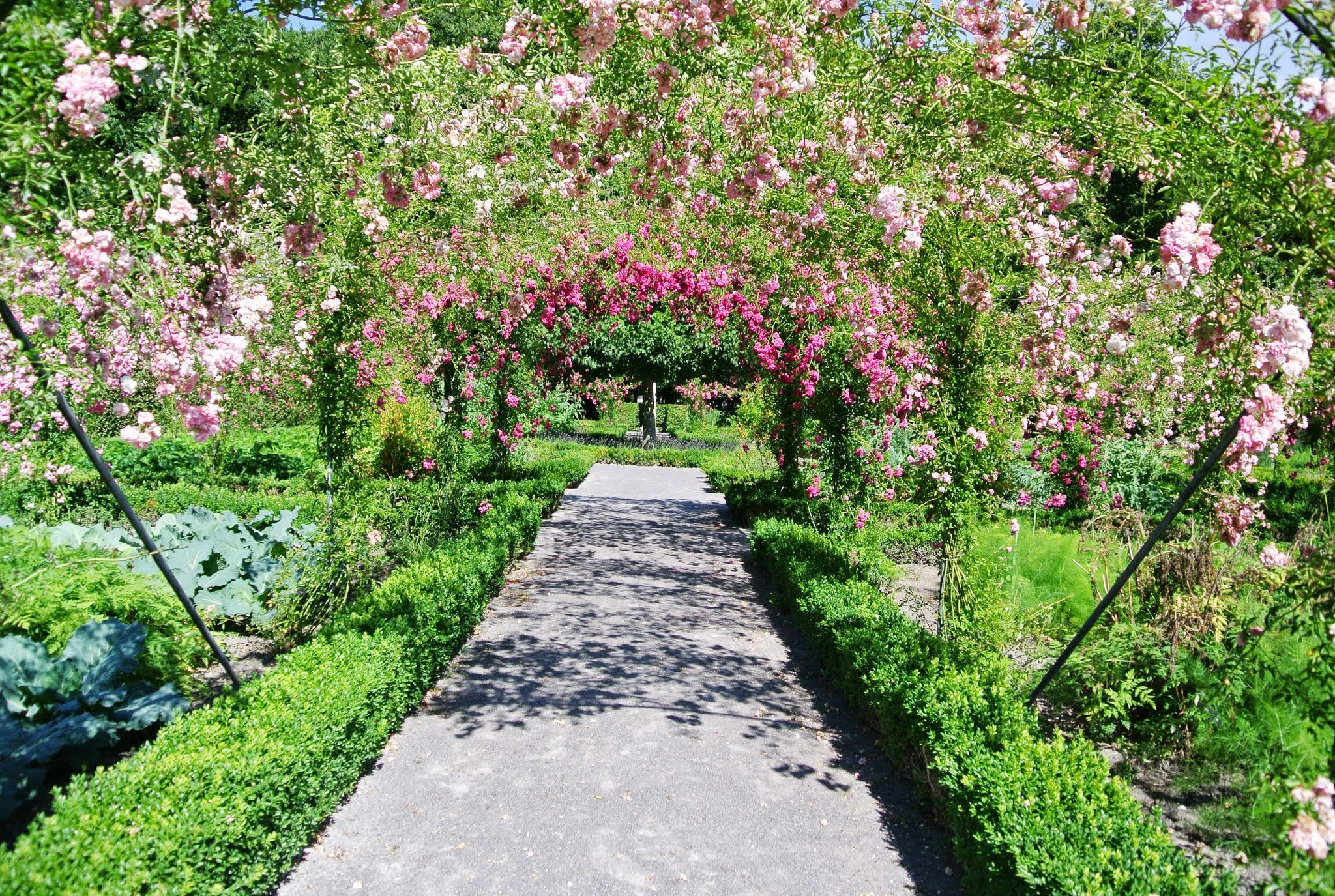
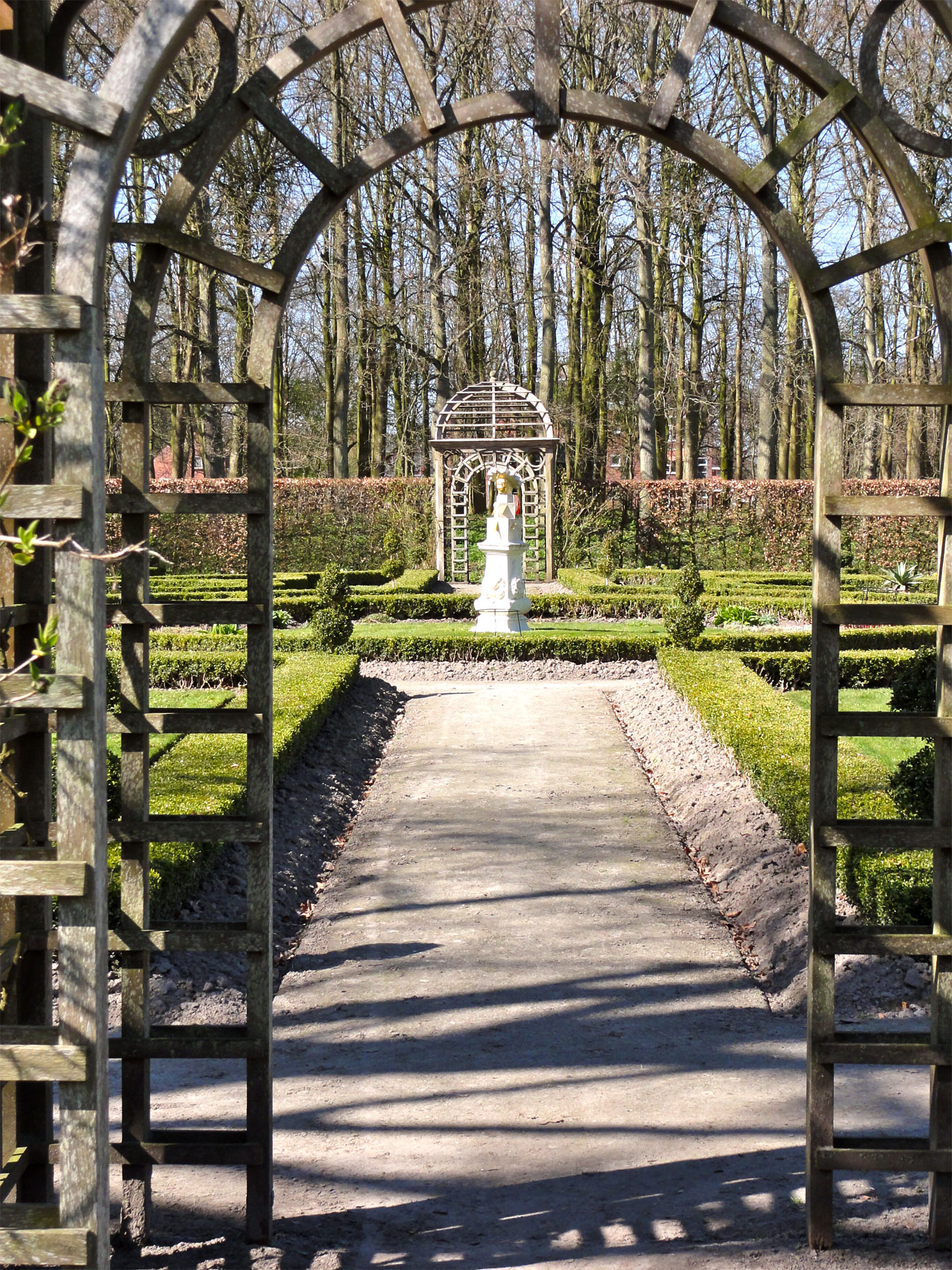
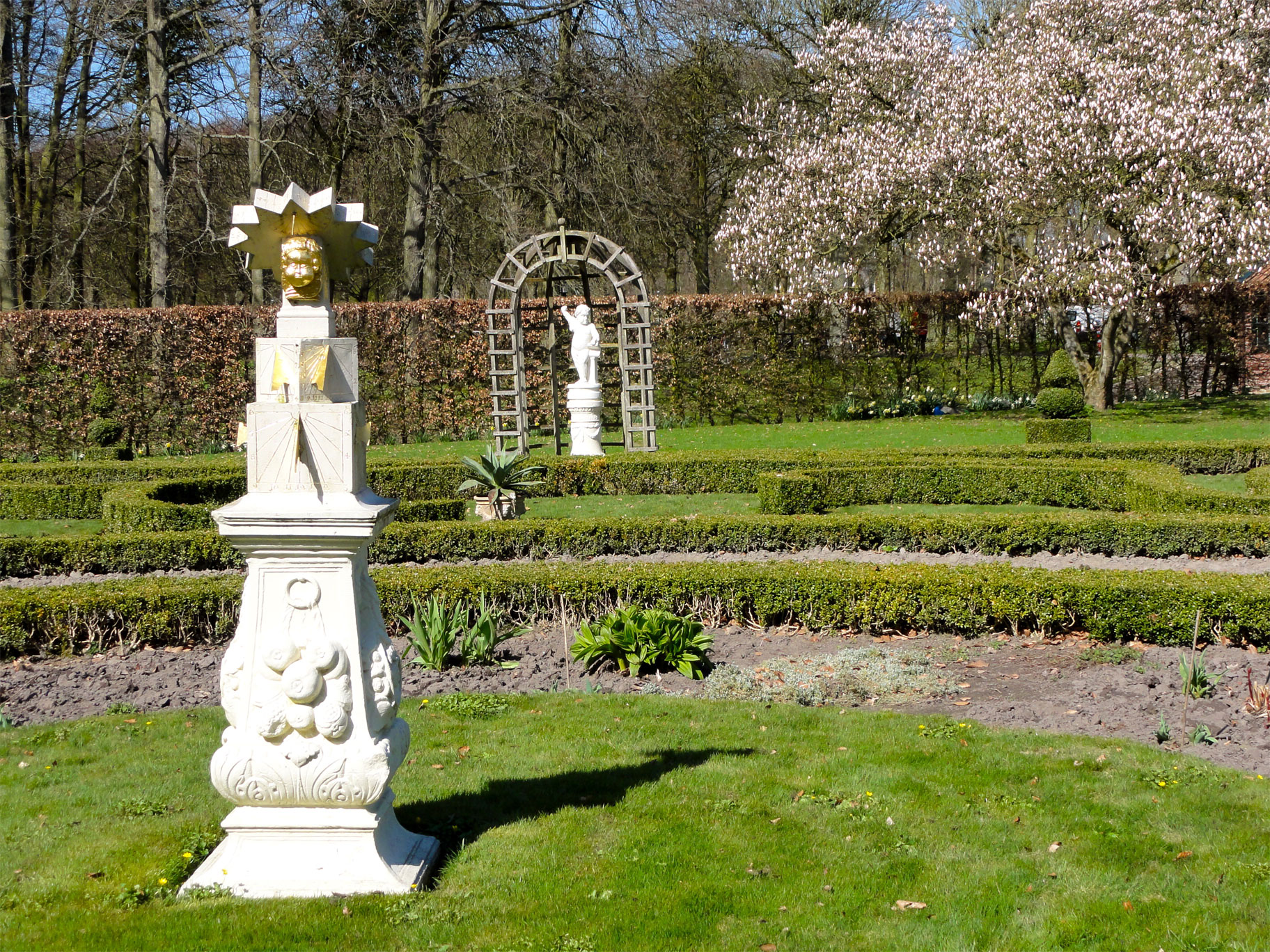
Sonnenuhr
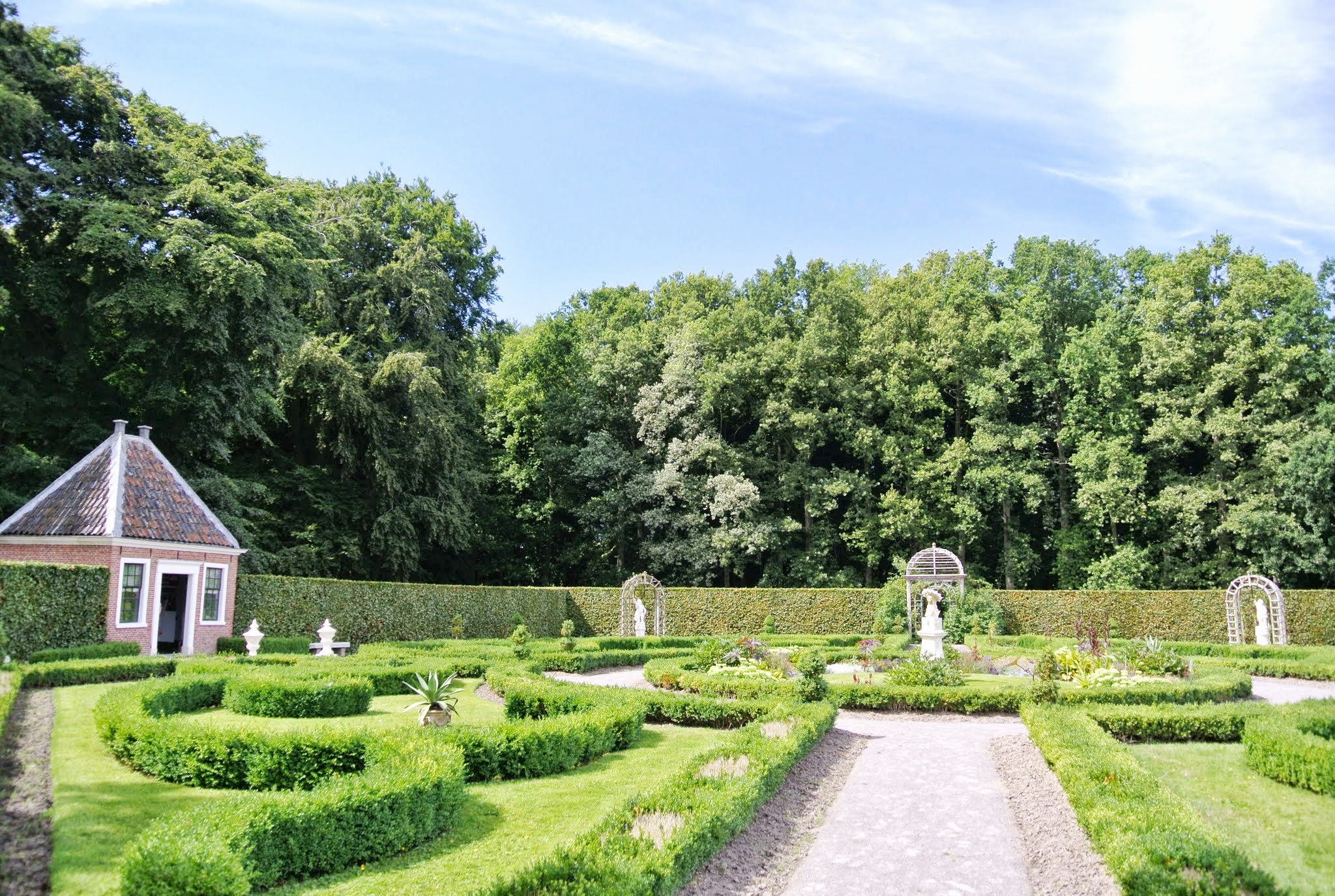
Teehaus
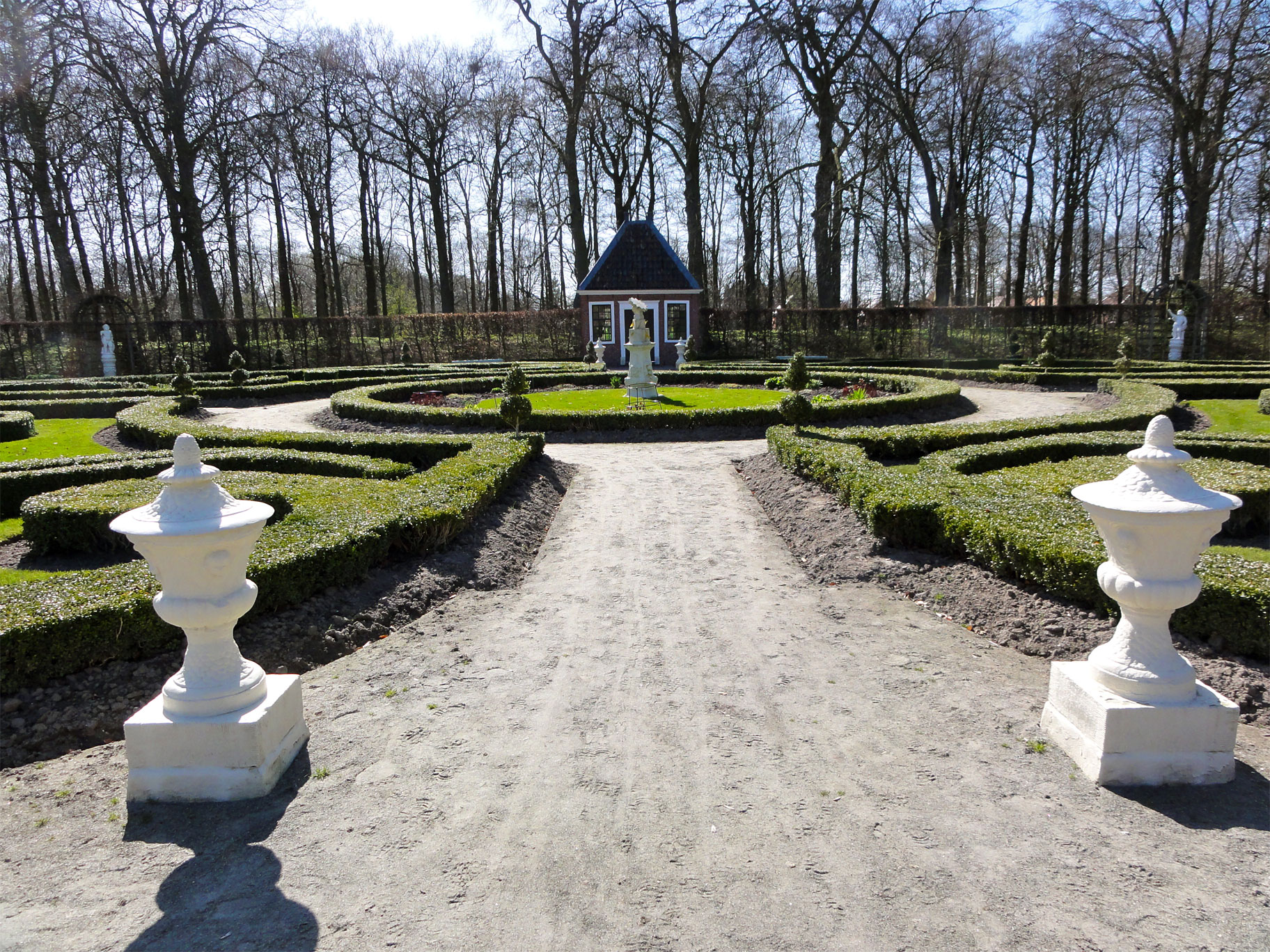
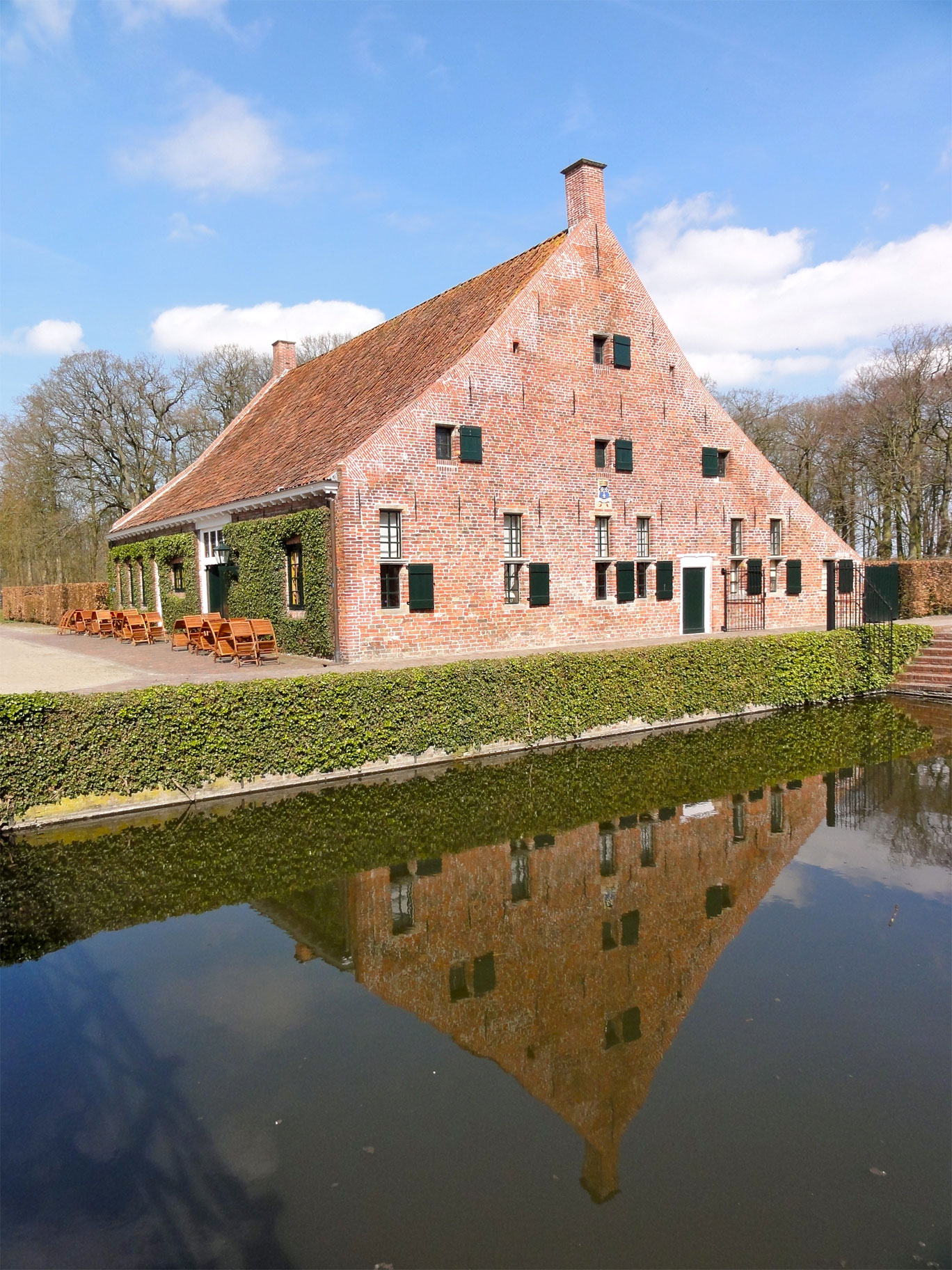
Schatzhaus (heute Restaurant)
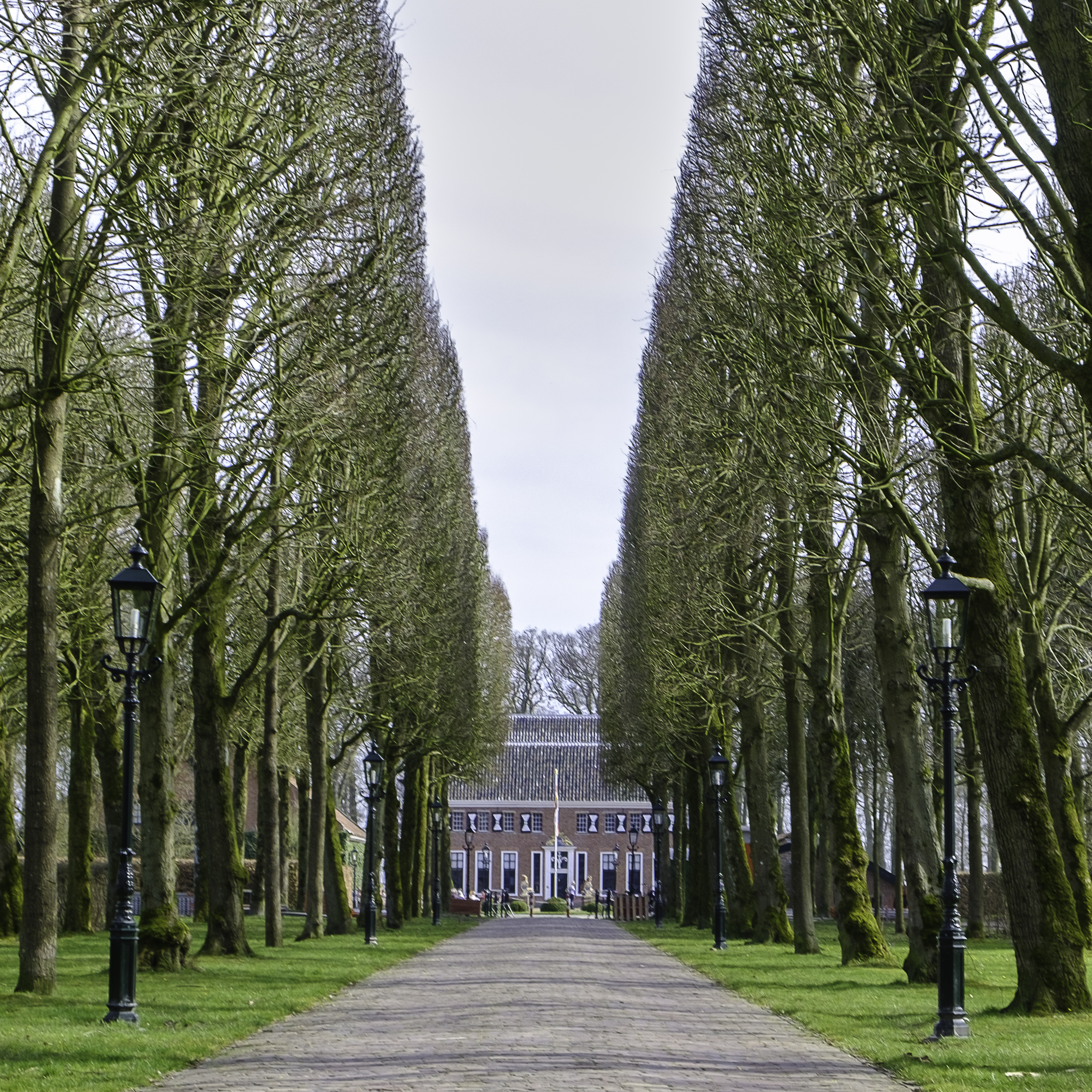
Allee